# Haikouichthys
Хайкоуіхтіс (Haikouichthys ercaicunensis) — вид викопних хордових з групи безщелепних (Agnatha). Родова назва означає «риба з Хайкоу».

## Характеристика
Дрібна (2,5 см) водна хордова тварина кембрійського періоду. Жила приблизно 535 млн років тому. Примітивний хрящовий хребет дозволяв йому плавати зовсім інакше, ніж це роблять членистоногі тварини. Маленьке тільце хайкоуіхтіса було позбавлено плавників, але зате у тварини були очі, зябра, ніс, вуха і головний мозок, що робило його найпросунутішим мешканцем кембрійських морів. Цілком можливо, що хайкоуіхтіс був гермафродитом і відкладав яйця, з яких вилуплювалися крихітні личинки. Шкіра хайкоуіхтіса, як і його далеких нащадків, сучасних міног та міксин, була покрита слизом.
Мабуть, хайкоуіхтіси жили великими зграями з декількох сотень особин, що допомагало їм рятуватися від хижаків. Судячи з невеликих розмірів і своєрідної форми тіла, плавали хайкоуіхтіси погано. В основному вони трималися біля морського дна, де збирали дрібні частинки їжі. На деяких добре збережених скам'янілостях хайкоуіхтіса збереглися навіть відбитки внутрішніх органів і залоз, які виробляли шкірний слиз.

## Історія дослідження

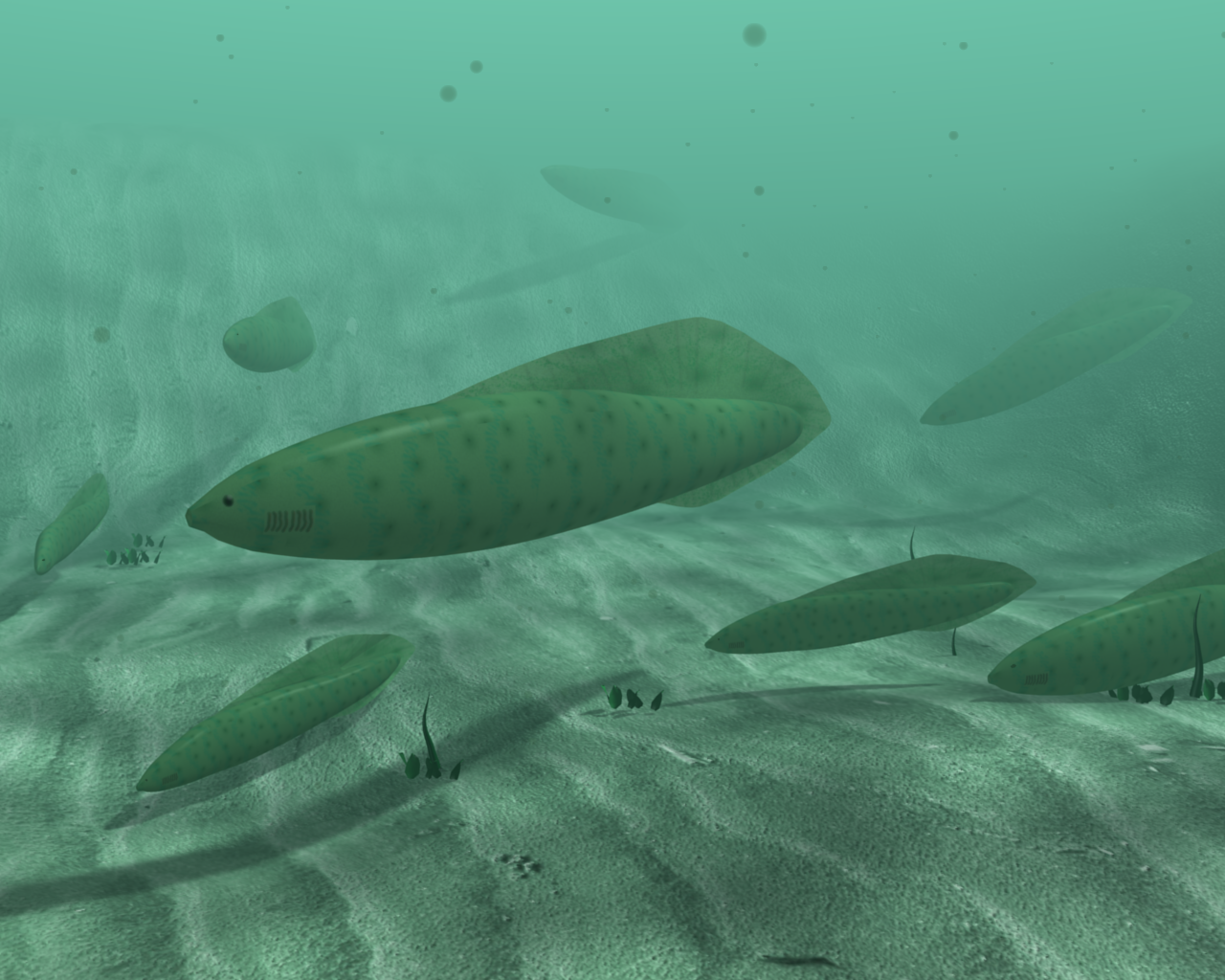
Haikouichthys — реконструкція

Викопні рештки хайкоуіхтіса вперше були виявлені в 1999 р. в околицях міста Хайкоу (Китай). З тих пір вчені знайшли ще кілька десятків прекрасно збережених скам'янілостей цієї тварини, що дозволяє детально вивчити будову навіть його очей і внутрішніх органів.
Хайкуіхтіс — одна з декількох видів безщелепних тварин, рештки яких дійшли до нас з раннього кембрійського періоду. Деякі інші види: пікайя — подібна до ланцетника, хайкоуелла — безщелепні хордові, яким, тим не менш, притаманний хрящовий череп, а також Myllokunmingia. Ці тварини є найдавнішими представниками хребетних. Точне походження безщелепних невідомо, але, як показують останні дослідження ДНК, предки хребетних, мабуть, відокремилися від безхребетних ще в докембрії (приблизно 600 млн років тому).

## Ресурси Інтернета
- Head and backbone of the Early Cambrian vertebrate Haikouichthys
- Малюнок Haikouichthys [Архівовано 3 серпня 2012 у Wayback Machine.]
- Lower Cambrian vertebrates from south China [Архівовано 6 серпня 2013 у Wayback Machine.]